# Kauza Hitler je gentleman

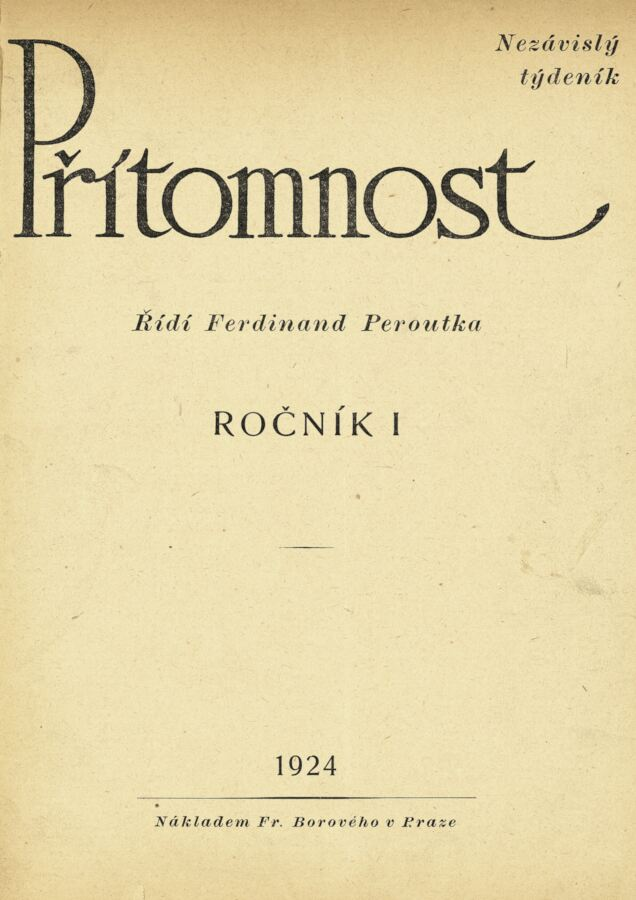
Článek „Hitler je gentleman“ měl údajně vyjít v časopise Přítomnost

„Hitler je gentleman“ měl být titulek článku, který podle nedoloženého tvrzení českého prezidenta Miloše Zemana údajně uveřejnil novinář Ferdinand Peroutka v časopise Přítomnost v době vzrůstající moci nacistického Německa. Zeman toto tvrzení pronesl ve svém projevu 27. ledna 2015 u příležitosti 70. výročí osvobození koncentračního tábora v Osvětimi na konferenci Let My People Live! a uvedl jej jako příklad údajné „fascinace intelektuálů zrůdným učením“. Tento Zemanův výrok vzbudil rozhořčení mezi historiky a částí veřejnosti, kteří tvrdili, že Peroutka takový text nikdy nenapsal, a vyzvali Zemana k omluvě. Miloš Zeman na existenci článku trvá a pověřil své spolupracovníky, aby článek nalezli, což se nestalo.

## Předehra
Jako první použil toto tvrzení o Peroutkovi v roce 2002 ministr kultury ve vládě Miloše Zemana Pavel Dostál v České televizi v pořadu věnovaném sudetským Němcům, když „citoval“ Peroutku „… vždyť je to gentleman, určitě se domluvíme…“ Toto tvrzení dál nijak nerozvedl.

## Reakce

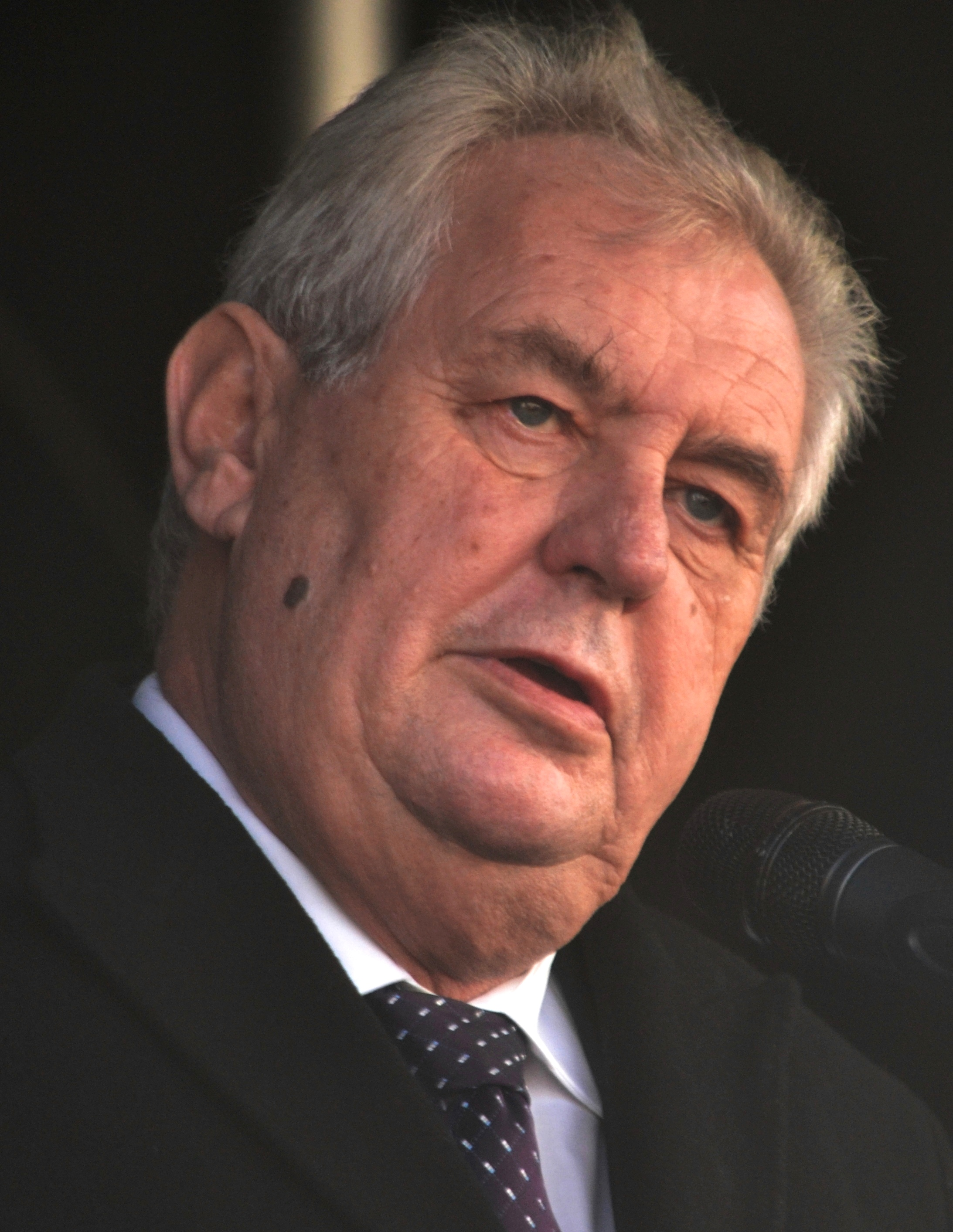
Prezident Miloš Zeman v březnu roku 2015

Zemanovo tvrzení o existenci článku „Hitler je gentleman“ 30. ledna 2015 odmítl historik Petr Zídek a později i představitelé Sdružení Ferdinanda Peroutky, kteří 1. února 2015 Miloše Zemana otevřeným dopisem vyzvali, aby se omluvil, což ústy svého mluvčího odmítl. V únoru 2015 uvedl: „Před více než třiceti lety jsem po několik měsíců v Klementinu pročítal časopisy Přítomnost. A protože mám fotografickou paměť, přesně si pamatuji, že článek s tímto titulkem byl vlevo dole.“ Uvedl, že se domnívá, že byl vydán kolem roku 1936. Hledání článku se následně věnovali Zemanův mluvčí Jiří Ovčáček a kancléř Vratislav Mynář. Poté, co se Zeman odmítl omluvit a jeho mluvčí Ovčáček na webových stránkách Hradu publikoval jiné články Ferdinanda Peroutky, které označil za kontroverzní, však Peroutkova vnučka Terezie Kaslová odmítla dál čekat na výsledek hledání a koncem dubna 2015 podala na Českou republiku žalobu na ochranu osobnosti, jelikož, podle názoru jejího právního zástupce, Zeman žalované výroky pronesl na konferenci kam nebyl pozván coby soukromá osoba, ale z titulu výkonu své ústavní funkce, a pronesl je tam coby oficiální představitel státu. Jedním z článků publikovaných na webových stránkách Kanceláře prezidenta republiky, namísto Zemanem původně zmíněného údajného článku „Hitler je gentleman“, byl „Dynamický život“, který Peroutka napsal v roce 1939 u příležitosti Hitlerových 50. narozenin. Podle historika Martina Gromana ze Sdružení Ferdinanda Peroutky Ovčáček text naprosto nepochopil a článek byl laděný protinacisticky. Za tento článek byl Peroutka zatčen a až do konce druhé světové války vězněn.

### Možná vysvětlení
Objevily se alternativní hypotézy o autorství výroku „Hitler je gentleman“. Server abcHistory.cz vyjádřil domněnku, že se mohlo jednat o článek „Hitler po lidské stránce“, překlad jedné kapitoly z knihy I Know These Dictators novináře britského deníku Daily Mail G. Warda Price, přetištěný Přítomností v létě 1938. V takovém případě by se jednalo o identické obvinění, jakému Peroutka čelil bezprostředně po válce (ale opakovaně i později) ze strany některých komunistů. Analýza redaktorů serveru abcHistory.cz dále naznačovala, že v případě Zemanova výroku může jít o zkreslenou vzpomínku. Server rovněž připomněl, že výrokem „Hitler je gentleman“ se před válkou proslavil britský ministerský předseda Chamberlain.
Na blogu téhož portálu a posléze i v České televizi zazněla zpráva, že tentýž výrok pronesl americký geolog Walter Bergmann, jehož citát se v roce 1942 objevil v časopise Svět (podepsán je pseudonym „J. Hr.“), Podle bloggera Martina Kryla vyslovil sousloví „Hitler je gentleman“ generální ředitel americké telekomunikační firmy IT&T Sosthenes Behn. Podle Ústavu pro českou literaturu Akademie věd České republiky byl Ferdinand Peroutka roku 1958 kritizován spisovatelem Janem Drdou v Literárních novinách, že za „gentlemana, který to myslel dobře, ale nic nemohl zmoci“, označil německého vyslance v prvorepublikovém Československu v letech 1936–1938 Ernsta Eisenlohra, s nímž se v roce 1938 několikrát setkal. Nepodařilo se však dohledat, zda takové tvrzení Peroutka publikoval tiskem.
Podle spekulace Lidových novin je také možné, že šlo o Peroutkův poválečný článek „Když spáč procitne“ [Dnešek, 1/1946], kde se sice o gentlemanství mluví, ale nikoliv ve spojitosti s Hitlerem. Podle zjištění zpravodajského webu iDNES.cz pak Peroutka v knize „Mluví k vám Ferdinand Peroutka“, zachycující jeho rozhlasové projevy z 60. let, naopak prohlásil, že „[v] třicátých letech velké neštěstí bylo přivoděno tím, že značná část evropské diplomacie považovala Adolfa Hitlera koneckonců za gentlemana.“
V článku  uveřejněném na serveru Neviditelný pes je uvedeno upozornění na článek Ferdinanda Peroutky zveřejněný v čísle 23 roku 1974 exilového periodika Hlas domova pod titulem „O české povaze”, kde se na straně 6 (pokračování ze str. 5) ve třetím sloupci nahoře píše: „Mnichovská tragedie nezačala v Čechách. Začala, když Francie odmítla dodržet smlouvu s Československem a když Anglie více než kohokoli jiného v posledních padesáti letech oslavovala svého ministerského předsedu, který se vrátil z vyjednávání s Hitlerem se zoufalým přesvědčením, že Hitler je v podstatě gentleman, který dodrží slovo.“ Je patrno, že diskutované sousloví „Hitler je gentleman“ zde bylo použito jako charakteristika postoje tehdejšího britského ministerského předsedy Chamberlaina a nikoliv jako názor Ferdinanda Peroutky.
Martin Jan Stránský, vydavatel Přítomnosti a neurolog, vyjádřil domněnku, že Miloš Zeman může na neexistující Peroutkův článek mít falešnou vzpomínku následkem svého zdravotního stavu a z téhož důvodu se za své výroky o něm není ochoten omluvit.

### Vyhlášení odměny
Miloš Zeman 3. května 2015 prohlásil, že pokud do 30. června Jiří Ovčáček tento údajný článek nenalezne, tak se za nenalezení článku omluví. Na existenci článku ale trval a prohlásil, že ze svých prostředků vypíše odměnu pro toho, kdo jej případně najde. Dne 24. června 2015 přiznal, že Ovčáček s hledáním neuspěl, a slíbil odměnu 100 tisíc korun případnému nálezci.

### Mystifikace a parodie
Odměna za nalezení článku, o níž 3. května 2015 Miloš Zeman začal mluvit, inspirovala několik autorů k tomu, že se pokusili text podle jím vyslovených indicií vytvořit.
Web Opráski sčeskí historje publikoval ještě týž den, 3. května 2015, „výstřížek“ z Přítomnosti, který v závěru obsahuje i „Peroutkovu“ redakční poznámku, aby byl článek vytištěn vlevo dole, „tam, co bývá obvykle reklama na Francovku“. Tento obrázek pak začal kolovat po internetu bez uvedení skutečného zdroje, a kdesi se k němu přidružila informace, že mělo jít o první lednové vydání roku 1939. Kolovala i modifikovaná verze, v níž byl výstřižek zakomponován do skutečné stránky Přítomnosti, avšak nikoliv vlevo dole, ale vpravo uprostřed na stránce.,
Jiří X. Doležal publikoval 4. května 2015 na webu časopisu Reflex údajně nalezený článek, „který vyšel v Přítomnosti 32. srpna 1939“.
Dne 29. června 2015 oznámila starostka městské části Praha 10 Radmila Kleslová (ANO), že v Čapkově vile (kterou v roce 2013 městská část zakoupila) nalezla fragment zvláštního vydání Přítomnosti, v němž se vlevo dole nacházel článek „Ferdinada Peroutky“ nadepsaný „Hitler je gentleman“, jehož pravá dolní část však byla utržená. Zpravodajský server Echo24 uvedl, že se s nejvyšší pravděpodobností jedná o podvrh (časopis Přítomnost měl v této době jinou grafickou úpravu, neodpovídá ani použitý font, jazyk neodpovídá spisovné normě, v článku jsou překlepy, Peroutkovo jméno je zkomoleno). Podle Martina Gromana je nesmysl, že by tehdy Přítomnost vyšla ve zvláštním vydání. Pochybnosti nad autenticitou článku vyjádřili i Terezie Kaslová a Jiří Ovčáček. K autorství podvrhu, tištěného na inkoustové tiskárně, se přihlásil literární kritik Jaromír Slomek z časopisu Týden, který uvedl, že „jeho cílem bylo pobavit kolegy novináře“ a „vysmát se žertem této frašce [hledání neexistujícího článku Hradem], která už unavuje“. Nastražený článek místo toho našel bývalý starosta Prahy 10 Bohumil Zoufalík a donesl jej Kleslové. Zeman prohlásil, že si není jistý, zda jde skutečně o podvrh, a že chce, aby historici prozkoumali, zda článek přece jen není pravý. Martin Sekera z Knihovny Národního muzea potvrdil, že text není pravý. Kleslová prohlásila, že po člověku, který článek ve vile nastražil, bude požadovat úhradu nákladů na expertízu.
V časové návaznosti na prvoinstanční rozhodnutí soudní pře a následné Zemanovo odmítnutí omluvy se počátkem března 2016 v Brně pod mostem u sjezdu z dálnice na letiště objevil nápis „Zeman je kunda.“ – F. Peroutka“. Kromě kauzy patrně reagoval také na dřívější kontroverzní výrok Miloše Zemana ke skupině Pussy Riot. Nápis byl vyveden ve stylu známého brněnského streetartového umělce Tima, který však autorství nepotvrdil. Záhy byl odstraněn, po několika dnech se však objevila jeho reminiscence ve formě prázdných uvozovek a podpisu F. Peroutky.

### Omluva za nenalezení a další hledání
Dne 26. června se Miloš Zeman omluvil za nenalezení článku, na jehož existenci přesto nadále trvá.
Na počátku října 2015 Zeman uvedl, že zřejmě byla nalezena stopa vedoucí k hledanému článku „Hitler je gentleman“. Šlo o zmínku Ferdinanda Peroutky ve vydání Přítomnosti z 23. března 1938, v němž si postěžoval na cenzuru jeho předchozího článku. Ve zmíněném článku „Co bylo, nebude“ Peroutka ve skutečnosti napsal: „Censura znemožnila mi posledně, abych upozornil na pozoruhodné politické schopnosti německého kancléře a abych varoval před jeho podceňováním.“ Tím odkazoval na článek z předchozího vydání z 16. března, jehož titulek i celé části byly zcenzurovány. V knihovně Ústavu pro českou literaturu AV ČR se zachoval necenzurovaný výtisk, v němž však Peroutkův článek „Anschluss – ce n’est pas la guerre“ sousloví „Hitler je gentleman“ neobsahuje. Peroutka zde naopak varuje před dosavadním podceňováním Německa a Hitlerovy politické geniality: „I když Hitlerovo nadání jest pro nás zlověstné, varujme se toho, abychom je neuznali. Dívejme se na věci tak, jak jsou: Máme odpůrce, v jehož charakteru je několik zřejmých rysů politické geniality.“

### Žaloba na ochranu osobnosti
Peroutkova vnučka Terezie Kaslová koncem dubna 2015 podala na Českou republiku žalobu na ochranu osobnosti. Právní zástupci Kaslové a Zemana učinili několik pokusů se dohodnout o mimosoudním vyrovnání, neuspěli však v srpnu 2015 ani v lednu 2016. Na začátek března 2016 tak byl stanoven termín soudního jednání. Miloš Zeman při té příležitosti uvedl, že se na soud těší, a dále: „Přejeme si, aby došlo k soudu, protože když si přečtete ten projev, kde byl Peroutka zmíněn jednou jedinou větou, tak ta věta zněla, že podlehl nacistické ideologii.“ Soudu poskytl soubor dokumentů, které údajně měly jeho tvrzení podporovat. Terezie Kaslová pro DVtv 22. ledna uvedla, že se na soud netěší, věří však, že by jej mohla vyhrát. K soudnímu stání by podle ní mělo dojít, pokud právní zástupce Kanceláře prezidenta republiky ve 30denní lhůtě nepřijde s mimosoudním řešením. Připomněla, a spolu s ní i šéfredaktor týdeníku Respekt Erik Tabery, že Zemanův výrok z konference spočívá ve více větách: „Jeden z největších českých novinářů Ferdinand Peroutka uveřejnil v prestižním časopise Přítomnost článek s titulkem ,Hitler je gentleman‘. Tentýž novinář po mnichovské dohodě napsal: ,Nemůžeme-li zpívat s anděly, musíme výti s vlky.‘“ A dále: „Co vede k této fascinaci intelektuálů naprosto zrůdným učením? Co vede k tomu, že se z doktora Jekylla stává Mr. Hyde?“ K výroku o vytí s vlky přitom Kaslová považovala za prokázané, že jeho autorem nebyl Peroutka, nýbrž Jan Stránský. Podle Taberyho by pak autorem výroku o gentlemanství mohl být spíše historik Jan Rataj, který ve své knize O autoritativní národní stát uvedl (vlevo dole), že Peroutka „vycházel z nepodložené a iluzorní představy o gentlemanském vztahu nacistického Německa k poraženému soupeři“.

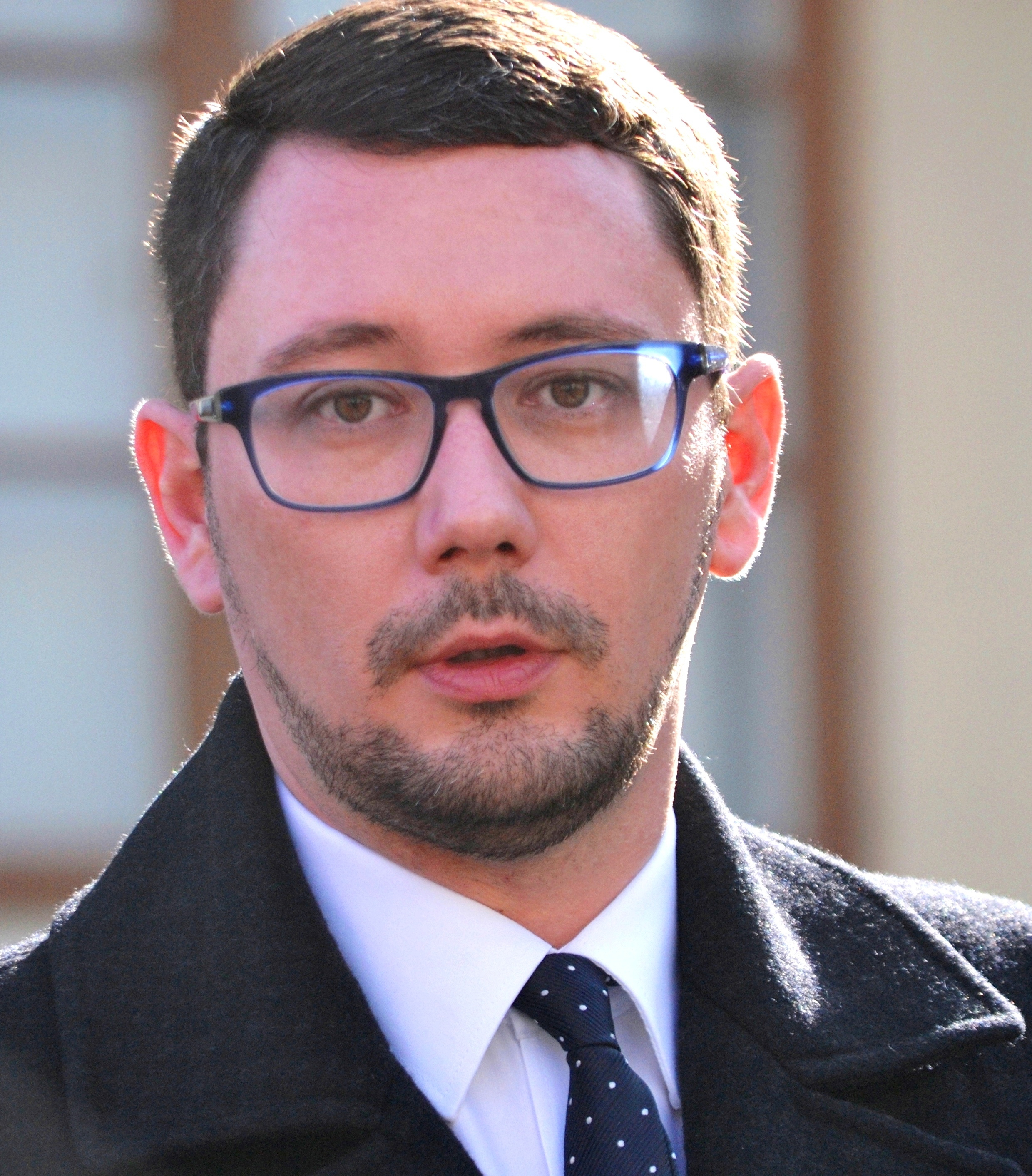
Tiskový mluvčí prezidenta Zemana, Jiří Ovčáček

Obvodní soud pro Prahu 1 počátkem března 2016 nepravomocně rozhodl, že kancelář prezidenta se musí Terezii Kaslové omluvit osobním dopisem. V dopise má být výslovně uvedeno, že „Česká republika se omlouvá“ a dále, že Ferdinand Peroutka nenapsal Milošem Zemanem zmíněný článek „Hitler je gentleman“ a že není autorem tohoto výroku. Omluva má být také po dobu 30 dní uveřejněna na webu prezidentské kanceláře. Prezidentská kancelář na rozsudek reagovala prohlášením, že se Zeman omlouvat nehodlá. Na to ihned reagovali přední čeští politici. Mluvčí prezidenta Jiří Ovčáček ve zpravodajské relaci České televize uvedl, že prezidentská kancelář podá odvolání a počítá s tím, že se kauza může dostat až k Ústavnímu soudu. Ústavní právník Jan Kysela vyslovil pochybnost, zda měla žaloba mířit na Českou republiku, nebo měla být podána na samotného Miloše Zemana, neboť dle jeho názoru by měly být verbální projevy předmětem soukromého práva a Zeman jako fyzická osoba by měl být za ně osobně odpovědný, zatímco jako prezident není odpovědný politicky a trestněprávně. Stejně se vyjádřil i advokát Jaroslav Ortman. Martin Jan Stránský, současný vydavatel Přítomnosti a povoláním neurolog, označil Zemanovu neochotu omluvit se za jeho výroky o neexistujícím článku za projev poruchy paměti či případně demence.
Miloš Zeman se k rozsudku vyjádřil v diskuzním pořadu televize Prima Partie 6. března, kde zopakoval přesvědčení o existenci dotčeného článku a přidal příměr: „Boha také nikdo neviděl, což neznamená, že neexistuje“. Nepovažuje se za natolik senilního, aby ztrácel paměť. Připomněl, že Peroutka v období druhé republiky napsal jiné články, v nichž se dle jeho názoru přiklonil k nacismu, což by se mělo stát předmětem odvolání proti rozsudku, neboť soudkyně tyto články odmítla vzít v úvahu. Senátorka za Stranu zelených a bývalá ústavní soudkyně Eliška Wagnerová k tomu uvedla, že prezident nepochopil, co bylo jeho úkolem u soudu, neboť měl předložit důkaz, že Ferdinand Peroutka publikoval článek „Hitler je gentleman“ a výrok o vlcích a andělech, protože právě tyto výroky žalobkyně označila za nepravdivé. Existence jiných článků a snaha hledat v nich souvislost Peroutky s nacismem to nemůže nahradit. Vyjádřila také překvapení, že vedle žaloby na prezidentskou kancelář nebyl žalován i Miloš Zeman samotný.
Senát Městského soudu v Praze pod vedením soudce Tomáše Novosada v rámci odvolání 1. září 2016 částečně změnil rozsudek soudu prvního stupně. Potvrdil, že se Kancelář prezidenta republiky musí omluvit Terezii Kaslové za výrok o autorství článku „Hitler je gentleman“, který Miloš Zeman pronesl na adresu jejího dědy Ferdinanda Peroutky. Jeden z Peroutkových článků ale soud označil za antisemitský, a protože ve svých článcích používal obsahově podobná vyjádření, jako bylo tvrzení, že po mnichovské dohodě měl napsat: „Nemůžeme-li zpívat s anděly, musíme výti s vlky“, žalobu vůči tomuto výroku zamítl. Zamítl ji také ve vztahu k výroku o „fascinaci intelektuálů naprosto zrůdným učením“, neboť nejde o skutkový, ale hodnotící výrok, na který má podle soudu každý právo, navíc je možná fascinaci vnímat i v negativním smyslu. Rozhodnutí odvolacího soudu bylo již pravomocné, ale Kaslová poté oznámila, že podá dovolání k Nejvyššímu soudu. Zeman na existenci údajného článku nepřestal trvat. Dovolání se také rozhodla podat Kancelář prezidenta republiky, nevyloučila ani stížnost k Ústavnímu soudu. Důvodem je podle jejího prohlášení nesouhlas s přenesením odpovědnosti prezidenta republiky za jeho výroky na Českou republiku. V textu omluvy se totiž za výrok neomlouvá Miloš Zeman či Kancelář prezidenta republiky (která je organizační složkou státu bez vlastní právní subjektivity), ale přímo Česká republika.
Kancelář přezidenta republiky měla omluvu poslat dopisem do 23. září 2016 a vyvěsit ji po dobu 30 dnů na svých webových stránkách. To se však nestalo, a tak Kaslová v říjnu začala omluvu vymáhat exekučně. Dne 24. října exekutor pověřený Obvodním soudem pro Prahu 1 rozhodl, že Kancelář prezidenta republiky musí zaplatit do tří dnů pokutu ve výši 100 tisíc korun. Šlo o nejvyšší možnou výši pokuty, neboť vázanost státu právem a pravomocnými rozhodnutími jeho vlastních soudů je dle exekučního rozhodnutí elementárním atributem právního státu. Pokuty by mohly být ukládány i opakovaně a kanceláři by mohl být exekutorem také obstaven účet. Kancléř Vratislav Mynář však uvedl, že dokud ale nerozhodne Nejvyšší soud o podaném dovolání, nechce se prezidentská kancelář omlouvat ani platit pokutu. Nejvyšší soud již v řádu dnů rozhodl o odložení vykonatelnosti rozhodnutí městského soudu, kterým byla kanceláři nařízena omluva, do doby, než rozhodne o podaném dovolání.
Rozsudkem ze dne 9. května 2018 Nejvyšší soud rozhodl o zrušení obou rozsudků soudů nižších instancí s odůvodněním, že organizační složkou státu, která „zodpovídá za škodu způsobenou při výkonu státní správy“, není v tomto případě Kancelář prezidenta republiky. Tím podle Nejvyššího soudu odvolací soud „zatížil řízení takzvanou jinou vadou, která mohla mít za následek nesprávné rozhodnutí“. Kvůli této vadě se pak Nejvyšší soud nezabýval ani ostatními námitkami Kaslové a vrátil projednávání Obvodnímu soudu pro Prahu 1. Rozhodování trvalo Nejvyššímu soudu téměř rok a půl. Nově se stalo žalovanou stranou Ministerstvo financí, prezident vyjádřil vůli vstoupit do sporu jako vedlejší účastník, díky čemuž by mohl dávat návrhy a měl by případ do určité míry pod kontrolou. Kaslová s tím nesouhlasila.
Obvodní soud pro Prahu 1 v polovině října 2019 žalobu zamítl, neboť dle názoru soudkyně Ivety Nedozrálové veřejný projev prezidenta neupravují žádné hmotněprávní ani procesní předpisy a nejedná se o (nesprávný) úřední postup. Proti tomuto rozsudku se Kaslová odvolala. Zároveň se odvolal i prezident Zeman, jemuž soud přiznal jako vedlejšímu účastníku sporu náhradu jen desetiny požadovaných soudních nákladů.
Na počátku července 2020 Městský soud v Praze pravomocně rozhodl, že se český stát musí Kaslové za jeden ze čtyř žalovaných výroků prezidenta Zemana omluvit. Předseda odvolacího senátu Tomáš Novosad uvedl, že není pochyb o odpovědnosti státu za svého prezidenta, že ten nemůže být mimo zákon. Od úterý 11. srpna 2020 pak začala běžet sedmidenní lhůta pro omluvu formou dopisu zveřejněného i na webových stránkách ministerstva. Zároveň soud zcela odmítl náhradu soudních nákladů obou stran i prezidenta. Proti rozsudku však obě strany podaly dovolání k Nejvyššímu soudu. Terezie Kaslová kvůli tomu, že požadovala omluvu za všechny výroky, i takové, které odvolací senát soudu označil jen za hodnotící soudy. Ministerstvo financí trvalo na svém výkladu, který původně podpořil i prvoinstanční soud, že se ze strany prezidenta nejednalo o nesprávný úřední postup, a rovněž se rozhodlo podat dovolání k Nejvyššímu soudu. Ministerstvo navíc požadovalo odklad vykonatelnosti rozsudku, což však Nejvyšší soud nestihl projednat. Kaslová projevila vůli vymáhat omluvu exekučně.
V pátek 5. listopadu 2021 dorazilo na Ministerstvo financí České republiky dovolání Nejvyššího soudu, který dal žalobkyni za pravdu. Ministerstvo jí téhož dne zaslalo omluvu v předepsaném znění a o této skutečnosti zároveň informovalo na svých webových stránkách.

### Článek vRudém právu
Koncem září 2016 byl historikem Janem Galandauerem představen nalezený článek „Hitler – gentleman“ (plným názvem „Hitler – gentleman, čeští nár. soc. – piráti!“), který vyšel 24. února 1937 v komunistickém deníku Rudé právo a v některých rysech přibližně odpovídá článku původně popisovanému v projevu hlavy státu, kromě slova „gentleman“ v názvu také v tom, že vyšel kolem roku 1936 v periodickém tisku vlevo dole. Článek, který však nenapsal Peroutka, je odmítavou reakcí na anonymní proněmecký článek „Gentlemani a piráti“, jenž vyšel v agrárnickém deníku Venkov o den dříve, a podle nějž českoslovenští legionáři na vojenském sjezdu v Berlíně označili Hitlera za příjemného muže bez jakéhokoli zájmu rozpoutat válku. Miloš Zeman ovšem na existenci Peroutkova článku nepřestal trvat, s tím, že jeho mluvčí Ovčáček jej bude i nadále hledat. Zeman prostřednictvím svého mluvčího také odmítl možnost, že by ve svém projevu měl na mysli nalezený text z Rudého práva.

### Vonnegut
Dne 11. října 2018 redaktor týdeníku Respekt Marek Švehla zveřejnil na Facebooku snímek z knihy, v níž byla na straně č. 100 vlevo dole uvedena věta „Hitler byl pravděpodobně gentleman“. Jednalo se o český překlad (Zbyněk Ryba) knihy Kurta Vonneguta Matka noc. Obdobné zjištění bylo rovněž publikováno už v březnu 2016.
Vonnegutův román je stylizován jako fiktivní osobní zpověď historicky skutečné postavy, Howarda W. Campbella Jr., Američana, který ve svých jedenácti letech (v roce 1923) odjel se svým otcem do Německa a později se stal známým dramatikem a propagandistou nacizmu. 12. dubna 1945 jej blízko Hersfeldu zajal poručík Bernard B. O'Hara z americké třetí armády. Od trestu smrti jej zachránilo jen to, že byl zároveň americkým tajným agentem, který do svého nacistického rozhlasového vysílání šifroval tajné zprávy pro spojence. A později Campbell Vonnegutovými ústy pronáší onu památnou větu:
New York Daily News naznačil, že mým největším válečným zločinem bylo to, že jsem se neodpravil jako gentleman. Hitler byl pravděpodobně gentleman.
Touto ironickou větou se samozřejmě netvrdí, že Hitler byl gentleman. Je to narážka na to, že Hitler na konci své kariéry spáchal sebevraždu. Tím se jakoby naznačuje, že ten, kdo selže ve své funkci, by se měl sám dobrovolně sprovodit ze světa jako gentleman.